# Banca Centrală a Iordaniei
Banca Centrală a Iordaniei (în arabă: البنك المركزي الاردني) este banca centrală a Iordaniei, ale cărei funcții principale includ gestionarea dinarului iordanian și menținerea unei rezerve naționale de aur și valută. A fost înființată în forma sa actuală în 1964. Sediul central se află în Amman.

## Istoric
Iordania a început pregătirile pentru înființarea Băncii Centrale a Iordaniei (CBJ) la sfârșitul anilor 1950. Legea CBJ a fost promulgată în 1959. Procedurile sale operaționale au început apoi la 1 octombrie 1964. CBJ a succedat Consiliului Monetar Iordanian, înființat în 1950. Capitalul CBJ, deținut integral de stat, a fost majorat treptat de la 1 milion la 18 miliarde de dinari iordanieni. CBJ se bucură de statutul unei entități juridice independente și autonome, deși capitalul său este deținut integral de stat.

### Guvernatorii băncilor
| Rang | Nom                       | Mandat                                   |
| ---- | ------------------------- | ---------------------------------------- |
| 1er  | Khalil Al-Salem           | (1 octombrie 1964 - 26 mai 1973)         |
| 2    | Muhammad Sa'id al-Nabulsi | (26 mai 1973 - 4 aprilie 1985)           |
| 3    | Hussein Al-Qassem         | (4 aprilie 1985 - 27 aprilie 1989)       |
| 4    | Muhammad Sa'id al-Nabulsi | (27 aprilie 1989 - 4 februarie 1996)     |
| 5    | Ziad Freiz                | (8 ianuarie 1995 - 1 ianuarie 2001)      |
| 6    | Umayya Touqan             | (19 iunie 2000 - 22 noiembrie 2010)      |
| 7    | Knight of Honor           | (22 noiembrie 2010 - 17 septembrie 2011) |
| 8    | Muhammad Saeed Shaheen    | (17 septembrie 2011 - 10 ianuarie 2012)  |
| 9    | Ziad Freiz                | (10 ianuarie 2012 - 5 ianuarie 2022)     |
| 10   | Adel Sharkas              | (5 ianuarie 2022 - prezent)              |